# 肺浸潤
肺浸潤 (はいしんじゅん、Pulmonary infiltrate) とは、肺実質、典型的には肺胞内に膿や血液、タンパク質などの空気よりも密度の高い物質が浸み出した状態である。肺浸潤は肺炎や結核、ノカルジア症などの感染症に付随して見られる。過去には肺結核の初期の状態を意味した。 
肺浸潤は胸部X線撮影では肺実質の透過性が低下した像として捉えられ、真っ白にベタ塗りされたように見える。 